# Mimenicodes subunicolor
Mimenicodes subunicolor är en skalbaggsart som beskrevs av Stefan von Breuning 1973. Mimenicodes subunicolor ingår i släktet Mimenicodes och familjen långhorningar. Inga underarter finns listade i Catalogue of Life.